# Vina (Alabama)
 Vina, Alabama és una població dels Estats Units a l'estat d'Alabama. Segons el cens del 2000 tenia 400 habitants.

## Demografia
Segons el cens del 2000, Vina tenia 400 habitants, 155 habitatges, i 110 famílies La densitat de població era de 38,7 habitants/km².
Dels 155 habitatges en un 31% hi vivien nens de menys de 18 anys, en un 41,9% hi vivien parelles casades, en un 21,3% dones solteres, i en un 29% no eren unitats familiars. En el 26,5% dels habitatges hi vivien persones soles el 13,5% de les quals corresponia a persones de 65 anys o més que vivien soles. El nombre mitjà de persones vivint en cada habitatge era de 2,58 i el nombre mitjà de persones que vivien en cada família era de 3,11.
Per edats la població es repartia de la següent manera: un 31,8% tenia menys de 18 anys, un 5,3% entre 18 i 24, un 27,3% entre 25 i 44, un 22,3% de 45 a 60 i un 13,5% 65 anys o més.
L'edat mediana era de 34 anys. Per cada 100 dones hi havia 99 homes. Per cada 100 dones de 18 o més anys hi havia 90,9 homes.
La renda mediana per habitatge era de 18.594 $ i la renda mediana per família de 20.625 $. Els homes tenien una renda mediana de 23.000 $ mentre que les dones 19.444 $. La renda per capita de la població era de 10.662 $. Aproximadament el 46,1% de les famílies i el 47,5% de la població estaven per davall del llindar de pobresa.

## Poblacions més properes
El següent diagrama mostra les poblacions més properes.